# Bruce Maslin
Bruce Roger Maslin (3 de maio de 1946) é um botânico australiano.

## Biografia
Nasceu em Bridgetown, Austrália Ocidental, em 1967 obteve uma licenciatura em botânica da Universidade da Austrália Ocidental, e depois foi nomeado como um botânico no Herbário da Austrália Ocidental. Ao ano seguinte, foi recrutado para servir na guerra do Vietname, deu três anos de serviço nacional, servindo no Vietname em 1969. Em 1970 regressou à sua posição no Herbário da Austrália Ocidental, servindo nessa instituição até 1987. Durante este tempo, era o botânico australiano oficial de ligações em 1977 e 1978, editor de Nuytsia em 1981-1983, e atuando como comissário em 1986 e 1987.
Em 1987, Maslin foi nomeado Cientista Sénior de Investigação, ainda dentro do Departamento de Meio ambiente e Conservação. Permanece nesse posto até à data.
É um especialista no género Acacia, tendo publicado ao redor de 250 táxons de Acacia.

## Algumas publicações
- 2008. Wattles of the Pilbara. Bush books. Com, Stephen Van Leeuwen. Ed. Department of Environment and Conservation, 72 pg. ISBN 0730755819, ISBN 9780730755814

- 2002. The Conservation and Utilisation Potential of Australian Dryland Acacias: Symposium Held at Dalwallinu, Western Australia, 13-14 July 2001. Conservation Sci. Western Australia 4 (3) Eds. Bruce Roger Maslin, Alexander S. George & Sci. Division, Department of Conservation and Land Management, 191 pg.